# باسمنج
باسمنج (بالفارسية: باسمنج) هي إحدى المدن السياحية في إيران وتقع في قسم باسمنج من مدينة تبريز. يقدر عدد سكانها بـ 10,736 نسمة وترتفع عن سطح البحر 1,791 متر.